# گیتا سهگل
گیتا سهگل (کشمیری: गीता सहगल , گیتا سهگل؛ ۱۹۵۶/۱۹۵۷ (۶۸–۶۹ سال) –) پدیدآور، روزنامه‌نگار، فعال حقوق بشر، تهیه‌کننده فیلم و فمینیسم ضد بنیادگرایی اهل هند است.
مادر وی نینتارا سهگل خبرنگار و نویسنده کتاب‌های ادبی و تخصصی، و فعال حقوق بشر و به خصوص تساوی حقوق زن و مرد است.